# Biroul Națiunilor Unite de la Nairobi
Biroul Națiunilor Unite de la Nairobi (BNUN) este unul dintre cele patru mari birouri ale ONU. Complexul de birouri este situat în Nairobi, Kenya. Servește ca sediu al Programului Națiunilor Unite pentru Mediu, precum și UN-HABITAT. 
În noiembrie 2004, Consiliului de Securitate al ONU a organizat o sesiune la Nairobi pentru a discuta situațiile în sudul și vestul Sudanului. Ședința a fost convocată la îndemnul ambasadorului John Danforth din Statele Unite.

## Agenții
Cu sediul în Nairobi
- Programul Națiunilor Unite pentru Mediu
- Programul Națiunilor Unite pentru Așezări Umane

Prezente în Nairobi
- Organizația pentru Alimentație și Agricultură
- Organizația Aviației Civile Internaționale
- Organizația Internațională a Muncii
- Organizația Maritimă Internațională
- Fondul Monetar Internațional
- Programul mixt al Națiunilor Unite privind HIV/SIDA
- Centrul Națiunilor Unite pentru Dezvoltare Regională, Biroul African
- Fondul de Dezvoltare a Națiunilor Unite pentru Femei
- Programul Națiunilor Unite pentru Dezvoltare
- Programul Națiunilor Unite pentru Droguri
- UNESCO
- Înalta Comisie a Națiunilor Unite pentru Refugiați
- Organizația Națiunilor Unite pentru Dezvoltare Industrială
- Fondul Națiunilor Unite pentru Copii
- Organizația Națiunilor Unite pentru Servicii Aeriene
- Oficiul Națiunilor Unite pentru Coordonarea Afacerilor Umanitare
- Oficiul Națiunilor Unite pentru Servicii de proiect
- Biroul Politic Națiunilor Unite pentru Somalia
- Fondul Națiunilor Unite pentru Populație
- Banca Mondială
- Programul Alimentar Mondial
- Organizația Mondială a Sănătății